# Sphaerocoris annulus
Sphaerocoris annulus is een wants uit de familie van de pantserwantsen (Scutelleridae). De wetenschappelijke naam van de soort werd in 1775 door Johann Christian Fabricius gepubliceerd.
De wants heeft als waardplant Gossypium-soorten (Malvaceae), Coffea arabica (Rubiaceae), Citrus-soorten (Rutaceae) en Vernonia amygdalina (Asteraceae). De soort plant zich in het begin van het droge seizoen voort (november–december) en het proces van ei tot imago duurt 56 dagen.
Deze wants kan tot 8 millimeter groot worden. De basiskleur is blauwgroen met enkele wazige vlekken en elf vlekken die oranje of zwart omrand zijn. Vanwege zijn typische kleurenpatroon wordt hij ook wel 'Picassowants' (Engels: Picasso bug) genoemd.
De soort komt voor in tropisch Afrika, met name in Nigeria, Tanzania, Kenia, Zuid-Afrika, Ethiopië en Kameroen.